# درباخ
درباخ (به آلمانی: Drebach) یک شهر در آلمان است که در ارتسگبیرگسکرایس واقع شده‌است. درباخ ۵٬۷۳۹ نفر جمعیت دارد.

## خواهرخوانده
شهرهای ایشناو، Rhaunen, Saint-Valérien و Valeč خواهرخوانده‌های درباخ هستند.